# Heinrich-Wilhelm Ruhnke
Heinrich-Wilhelm Ruhnke (* 21. August 1891 in Jävenitz; † 21. März 1963 in Hannover) war ein deutscher Politiker der SPD.

## Leben
Ruhnke besuchte die Oberrealschule in Erfurt und erreichte dort die Mittlere Reife. Anschließend war er von 1907 bis 1913 im gehobenen Verwaltungsdienst bei der Stadtverwaltung in Erfurt. Nach seiner Teilnahme am Ersten Weltkrieg wurde er Leiter der Erfurter Erwerbslosenstelle. Danach holte er das Abitur, wieder an der Erfurter Oberrealschule, nach und studierte im Anschluss Rechts- und Staatswissenschaften in Halle und Jena. Ab 1924 war er bei der Sparkasse beschäftigt und ab 1927 Direktor der Verbandssparkasse. Im Jahr 1933 wurde er aus politischen Gründen fristlos entlassen und arbeitete fortan erst als Handelsvertreter, dann als Leiter einer Elektrohandelsfirma in Hildesheim. Nach dem Zweiten Weltkrieg machte er sich 1946 als Großhandelskaufmann selbstständig.

## Politik
Ruhnke wurde 1945 stellvertretender Vorsitzender der interparlamentarischen Arbeitsgemeinschaft und der Deutschen Gesellschaft für Atomenergie. Zudem war er zu der Zeit Ratsherr der SPD in Hildesheim. 
Ruhnke gehörte dem Deutschen Bundestag seit dessen erster Wahl 1949 bis 1961 an. Er war vom 8. Mai 1956 bis 1957 Vorsitzender des Sonderausschusses „Wasserhaushaltsgesetz“ des Bundestages. In der ersten Legislaturperiode wurde Ruhnke im Wahlkreis Hildesheim in den Bundestag gewählt. Von 1949 bis 1953 war er dort ordentliches Mitglied des Ausschusses für Geld und Kredit, in dem er auch in der zweiten Wahlperiode tätig war. In der zweiten und der dritten Wahlperiode zog er jeweils über die Landesliste Niedersachsen in den Bundestag ein. Vom 8. Mai 1956 bis 1957 war Ruhnke Vorsitzender des Sonderausschusses „Wasserhaushaltsgesetz“, von Januar 1956 bis 1961 gehörte er zudem als ordentliches Mitglied dem Ausschuss für Atomfragen an, der ab 1957 Ausschuss für Atomenergie und Wasserwirtschaft hieß. 
Zwei Jahre nach seinem Ausscheiden aus dem Bundestag starb er 71-jährig in Hannover.

## Schriften
- Die finanzielle Förderung der atomtechnischen Entwicklung durch den Bund, o.O.u.J. (um 1959).